# Boseň
Boseň är en ort i Tjeckien.   Den ligger i regionen Mellersta Böhmen, i den centrala delen av landet, 60 km nordost om huvudstaden Prag. Boseň ligger 278 meter över havet och antalet invånare är 386.
Terrängen runt Boseň är huvudsakligen platt, men åt nordost är den kuperad. Runt Boseň är det ganska glesbefolkat, med 42 invånare per kvadratkilometer. Närmaste större samhälle är Mladá Boleslav, 13,3 km sydväst om Boseň. Trakten runt Boseň består till största delen av jordbruksmark.